# 浪客劍心 (電影)
《浪客劍心》，2012年日本電影，為佐藤健主演，根據日本漫畫家和月伸宏的同名日本漫畫《浪客劍心 -明治劍客浪漫譚-》改編而成的日本電影。2012年8月25日在日本上映。

## 製作
本片為佐藤健主演，由華納兄弟影片出品及發行。2011年8月開始投入拍攝，於2012年8月25日在日本正式上映。

## 劇情
電影劇情改編了原作的偽冒拔刀齋騷動事件及觀柳宅邸闖入事件。
時為幕府末年，本名緋村劍心的倒幕方名劍客千人斬拔刀齋在動盪時期以「飛天御劍流」稱霸暗殺界。
1868年京都鳥羽伏見山中，支持新政府的倒幕派薩長軍與幕府軍展開激戰，處於下風的幕府軍好不容易得到了齋藤一率領的新選組支援，不料拔刀齋卻現身立斬十幾人，將形勢壓了回去，齋藤正欲與他決戰，薩長軍便帶來天皇的御旗當眾宣布幕府軍為反賊。劍心知道自己夢寐以求的新時代已經來臨，正待離開戰場時，不甘心的齋藤向他叫囂事情並未結束，即使時代變遷武士也只有以劍生存之道，但劍心聽罷只是將刀插在地上揚長而去。然而戰鬥平息後，倖存的幕府殺手鵜堂刃衛從屍堆中站起，並找到了劍心所棄之刀。
場景來到十年後的東京，黑心實業家武田觀柳靠著財力雇用了許多失業的武士與浪人，野心勃勃的他要脅女醫師高荷惠製造新型鴉片「蜘蛛網」，打算以此賺錢，轉手購買武器割據一方。又讓手下的殺手外印、戌亥番神等人滅了其他知道配方的醫生，其中一人正是警方的臥底，他在逃出觀柳宅邸時，被假冒神谷活心流拔刀齋名義的刃衛殺死。成為警察並更名藤田五郎的齋藤負責偵辦此事，看到手下的屍體便知道事有蹊蹺。而真正的拔刀齋劍心如今立下不殺之誓言，隱然於世流浪各地，不巧也來到東京，正在布告欄上看拔刀齋的通緝令時，神谷活心流代理師傅神谷薫以為他是殺手，持著木刀砍來，劍心急忙拿出了自己的佩刀「逆刃刀」，此刀刀鋒朝內、刀背朝外不可能殺人，小薰見狀道歉，但還是決心找出汙衊自家道場的兇手。
齋藤前往觀柳的宅邸問話，雖然料到殺人事件與他有關，但齋藤苦無證據根本拿他沒辦法，齋藤走後觀柳便聽聞小惠竟然逃跑了，一氣之下便命刃衛前去追擊。沒多久刃衛便找到了小惠藏身的警署，擅長催眠術「心之一方」的他將警察們殺的片甲不留，逼得小惠跳窗逃脫。小薰走在路上不巧遇到了刃衛，領悟此人便是真兇的她立即攻了過去，但完全不是對手，最後劍心及時趕到才化險為夷，並趁著刃衛被警察發現時雙雙逃脫。劍心跟著小薰來到道場，得知神谷活心流提倡不殺的「活人劍」，但門派在父親去世後無以為繼，學徒也僅剩明神彌彥一人。
隔日一早，一群地痞流氓趁著道場剛開來砸場，不僅以神谷活心流出了殺人犯為由要求小薰讓出道場。還嘲笑著她的「活人劍」理想，小薰正準備拼命，察覺動靜的劍心走進道場，不拔刀便狠狠教訓了他們，但隨後趕到的警方以違反廢刀令為由將他連同流氓一起逮捕。齋藤聽說劍心被捕，立刻將他提出監牢，帶去與陸軍大將山縣有朋會面，談話中山縣向劍心解釋了毒品「蜘蛛網」的案件，又表示有意請他加入陸軍，但齋藤從劍心的逆刃刀察覺他放棄殺手的身分後大為不滿，當場拔刀攻擊並斥責這種刀根本保護不了人，最終山縣阻止兩人相鬥，也放走了劍心，感激他的小薰不念他曾是拔刀齋的身分，將劍心帶回家中暫住，還把父親遺留的紅衣借給劍心替換。
與此同時，逃出警署的小惠也被彌彥收留。四人碰面後一同來到火鍋店吃飯，不巧撞見了觀柳，小惠急忙躲進廁所。觀柳聽說劍心的事蹟後也想僱用他，劍心同樣拒絕後，早在監獄中便看到劍心的前赤報隊隊員相樂左之助，向觀柳毛遂自薦，為了證明自己的實力拔出斬馬刀挑戰劍心，但劍心僅僅說了為觀柳賣命並不值得便讓眾人不歡而散。
刃衛趁夜出手將之前砸神谷道場的流氓全數殺害，這次事件讓齋藤對劍心偏見更加深刻。而劍心看到痛哭的死者家屬，也想起他過去受到維新志士大老桂小五郎賞識，為了和平四處暗殺幕府要員，然而某次任務完成後，他卻目睹被殺武士的未婚妻在屍體旁哀痛欲絕的場面，不禁讓他懷疑自己的行徑是否正確，而武士夫妻所留下的十字傷疤也時刻提醒他黑暗的過往。
不久之後，小惠被外印當面警告，隨即便有大批病倒的鄰居湧入道場，原來井水已被觀柳的手下投毒了，由於附近醫生早已失蹤，小惠只好指揮大家解毒，但也因此暴露自己的身分。隨後小惠也向劍心坦承，高荷家原是杏林世家，但家族男丁卻被軍隊徵召全部戰死沙場，為了活下去她不得以成為觀柳的小妾，但自己為救人的醫術卻反被利用來製造鴉片禍害人民，無法承受良心譴責的她最終決定逃跑。
當晚，小惠在道場留下書信，打算犧牲自己，刺殺觀柳以保全朋友，但沒有成功。劍心與朋友被毒害的左之助見到信後，決定私下解決觀柳，兩人殺到宅邸與大批浪人對決，觀柳見狀撒下大筆金錢鼓舞手下，他們仍然不敵劍心高超的劍技與左之助的怪力。宅邸內外印、戌亥番神分別與劍心、左之助對決，結果也接連落敗。觀柳只好拿出自己購買的加特林機關槍打算逼退兩人，但此時齋藤收到彌彥的報信前來，三人利用機關槍難以同時對付兩側的弱點，假降偷襲逮捕了他。
然而兩人找到小惠時，卻聽說刃衛已經問出劍心與小薰兩人的關係，前往道場將小薰綁到了一間破廟，藉此要脅劍心與自己對決。劍心趕到現場，但刃衛高超的劍術加上自身的不殺之誓卻令自己屈居下風，沒多久便身中多刀，刃衛深知劍心還未回復成當初的拔刀齋，便對小薰下了強烈的心之一方，令她肺部麻痺無法呼吸，得知只有殺死施術者別無他法的劍心，為了小薰拋棄誓言，以拔刀術招式雙龍閃擊碎了刃衛的右手腕，並調轉刀刃打算殺死他，然而小薰竟自行解除心之一方，及時叫停了劍心。感到屈辱的刃衛引刀切腹，嘲諷自己會在地獄裡看著劍心能裝作偽善的嘴臉到何時，隨後斷氣倒下。與警察前來善後的齋藤看到抱著小薰離開的劍心，重申了自己當初在鳥羽伏見的宣言。故事也在左之助、小惠留在道場寄居，醒來的小薰找到了決定不再離開的劍心後結束。

## 票房
《浪客劍心》在8月25日全國公映之前，日本於同月的22、23、24日在部分戲院舉行優先場。正式公映時有329幅銀幕上映、及登上8月27日初上映票房紀錄第1位。在上映的第一個週末，錄得295,319人進場、399,530,400日元的票房成績；再算進優先場以及正式公映首五天，總計累積424,143人進場以及累積555,476,800日元的票房成績。相比一星期前在日本上映的《復仇者聯盟》（844幅銀幕上映、週末票房收入500,932,250日元）作比較，《神劍闖江湖》以大約一半的銀幕數量上映但仍然奪得比《復》片更高的票房成績。電影第二週公映後更錄得累積1,488,277,900日元的票房成績，以及累積1,203,813人進場寫下連續兩星期日本票房冠軍。而日本最後的總票房高達30.1億。
香港方面，《浪客劍心》由泛亞影業有限公司發行，於2012年12月6日上映。台灣則由鴻聯國際發行，於2012年12月7日上映。

## 漫畫
和月伸宏特別為本片上映作出連動計劃，推出台本改編漫畫《神劍闖江湖 -電影版-》，於《Jump Square》2012年6月號正式連載。另外，連載原版的《週刊少年Jump》的2012年第38期也推出了漫畫《神劍闖江湖 -明治劍客浪漫譚- 第零幕》。於本片擔任劇本協力的黑碕薰亦把本片小說化為《神劍闖江湖 銀幕草紙變》，於公映後2012年9月出版。

## 續集
《Jump Square》於2013年8月公布將要拍攝續集《京都大火篇》、《傳說的最後時刻篇》的計畫，前者已於2014年8月1日在日本上映，後者已於2014年9月13日在日本上映。

## 演員列表
登場人物説明，詳見浪客劍心角色列表。
- 緋村劍心 - 佐藤健[14]（國語配音：鍾少庭）
- 神谷薫 - 武井咲（國語配音：馮嘉德，粤语配音：顧詠雪）
- 齋藤一[註 1] - 江口洋介（國語配音：康殿宏，粤语配音：蔡忠衛）
- 鵜堂刃衛 - 吉川晃司（粤语配音：蔡忠衛）
- 高荷惠 - 蒼井優／（國語配音：劉小芸）
- 相樂左之助 - 青木崇高
- 明神彌彥 - 田中偉登（粤语配音：鄭家蕙）
- 武田觀柳 - 香川照之（國語配音：吳東原，粤语配音：李家傑）
- 外印 - 綾野剛
- 戌亥番神 - 須藤元氣
- 清里明良 - 窪田正孝
- 雪代巴 - 有村架純
- 雪代緣 - 新田真劍佑
- 桂小五郎 - 宮川一朗太（日语：宮川一朗太）
- 山縣有朋 - 奥田瑛二
- 關原妙 - 平田薫
- 三條燕 - 永野芽郁
- 浦村署長 - 齋藤洋介
- 我荒・兄 - 平山祐介／康殿宏（國語配音）
- 我荒・弟 - 深水元基／何志威（國語配音）
- 洋服男人・兒玉 - 本田大輔
- 洋服男人・菊池 - 岡本光太郎
- 洋服男人・三井 - 山崎潤
- 被砍殺的男人 - 上舎裕貴
- 久保・夫 - 矢柴俊博
- 久保・妻 - 阿南敦子
- 漢方大夫 - 有福正志
- 水島 - 落合モトキ
- 取調官 - 永堀剛敏
- 白衣男人 - 松嶋亮太
- 德永淳
- 原田裕章
- 光宣
- 高野漁
- 川鶴晃裕
- 内藤和也
- 河村愛子
- 松尾諭

## 工作人員
- 原作：和月伸宏
- 導演：大友啓史
- 編劇：藤井清美、大友啓史
- 劇本協力：黑碕薫
- 動作導演：谷垣健治
- 原創音樂：佐藤直紀
- 出品人：William Ireton
- 聯合出品人：久松猛朗、畠中達郎、茨木政彦、高橋誠、内藤修、喜多埜裕明
- 執行監製：小岩井宏悦
- 監製：久保田修
- 聯合監製：樋口慎祐、江川智
- 策劃：松橋真三
- 製片：平野宏治
- 攝影指導：石坂拓郎 (JSC)
- 燈光指導：平野勝利
- 剪接：今井剛
- 美術指導：橋本創
- 角色及服裝設計：澤田石和寛
- 裝飾設計：渡邊大智
- 視覺特效總監：小坂一順
- 錄音：益子宏明
- 音響設計：勝俣まさとし
- 製作：C&I Entertainment
- 發行：華納兄弟影片
- 出品：《浪客劍心》製作委員會（華納兄弟影片、Amuse、集英社、KDDI、C&I Entertainment、雅虎日本）

## 主題曲
「The Beginning」
主唱：ONE OK ROCK（A-Sketch）

## 與原作的差異
- 原作劍心見到小薰時穿的是紅色和服，真人電影版見到小薰時穿的卻是土灰色和服，是劍心開始在小薰的道場居住的時候，小薰找來她爹年輕時的衣服給他換上，才變得和原作設定相同。
- 真人電影版中彌彥在小薰遇到劍心前就已經認識，而且是半居住在道場的狀態；原作中是劍心抓彌彥來要他跟小薰學習劍道，而彌彥最初也不服小薰。此外不同的是在原作平常行動是著足袋與草鞋，但真人電影版平常行動卻是赤腳穿木屐，至於其他服裝樣式幾乎都和原作相似，不同在於顏色。
- 原作中假冒拔刀齋的是比留間伍兵衛，而不是鵜堂刄衛，目的是為霸佔神谷活心流的道場。
- 原作發生穿著鞋子踏進道場的場地是前川道場，而穿著鞋子的是石動雷十太一人。
- 真人電影版中相樂左之助與劍心未認識前曾在同一監獄，原作沒有這情節。原作中左之助是被比留間兄弟聘請而與劍心決鬥，並不是武田觀柳聘請的。決鬥地點也不是在橋上，亦沒有途人跌落河的情景。
- 小惠與劍心他們見面的時間不同，真人電影版是從觀柳的宅邸逃出來的時候偶然遇到彌彥，然後才把她帶來道場；而原作是劍心與左之助在賭坊遇上小惠。
- 原作中觀柳請來守衛宅邸的傭兵是四乃森蒼紫（真人版至第二部京都大火篇才出現）以及率領的御庭番眾（般若、火男、式尉、惡見），且最後除四乃森蒼紫外均死於觀柳的機關槍下，電影版則是將原作漫畫版人誅篇的外印跟戌亥番神以及鵜堂刄衛改成武田觀柳的僱傭兵。
- 電影版刪除了御庭番眾火男及惡見偷襲神谷道場並導致彌彥中毒的劇情。
- 在原作彌彥是與劍心、左之助一起前往觀柳的宅邸，但在真人電影版彌彥卻被劍心阻止而留在道場，另外在戲中沒有彌彥打鬥等的場面。
- 原作中，在觀柳宅邸的戰鬥中，左之助與敵人戰鬥中也沒有跑到廚房裡亂吃東西。按常理，人在激烈的運動中進食會讓身體感到極度的不適。
- 原作中齋藤一沒有在早期故事中出現，而是到京都篇之後以警察身分前往神谷道場。

## 改編小說
- 神劍闖江湖 RUROUNI KENSHIN（るろうに剣心）原作：和月伸宏/小說：SOW/腳本：藤井清美、大友啟史

| 冊數 | 集英社       | 集英社                 | 東立出版社    | 東立出版社             |
| 冊數 | 發售日期     | ISBN                   | 發售日期      | ISBN                   |
| ---- | ------------ | ---------------------- | ------------- | ---------------------- |
| 全   | 2014年7月4日 | ISBN 978-4-08-703322-9 | 2016年6月23日 | ISBN 978-986-470-438-5 |

## 外部連結
- 神劍闖江湖真人電影官方網站
- 互联网电影数据库（IMDb）上《浪客劍心》的资料（英文）